# D4a

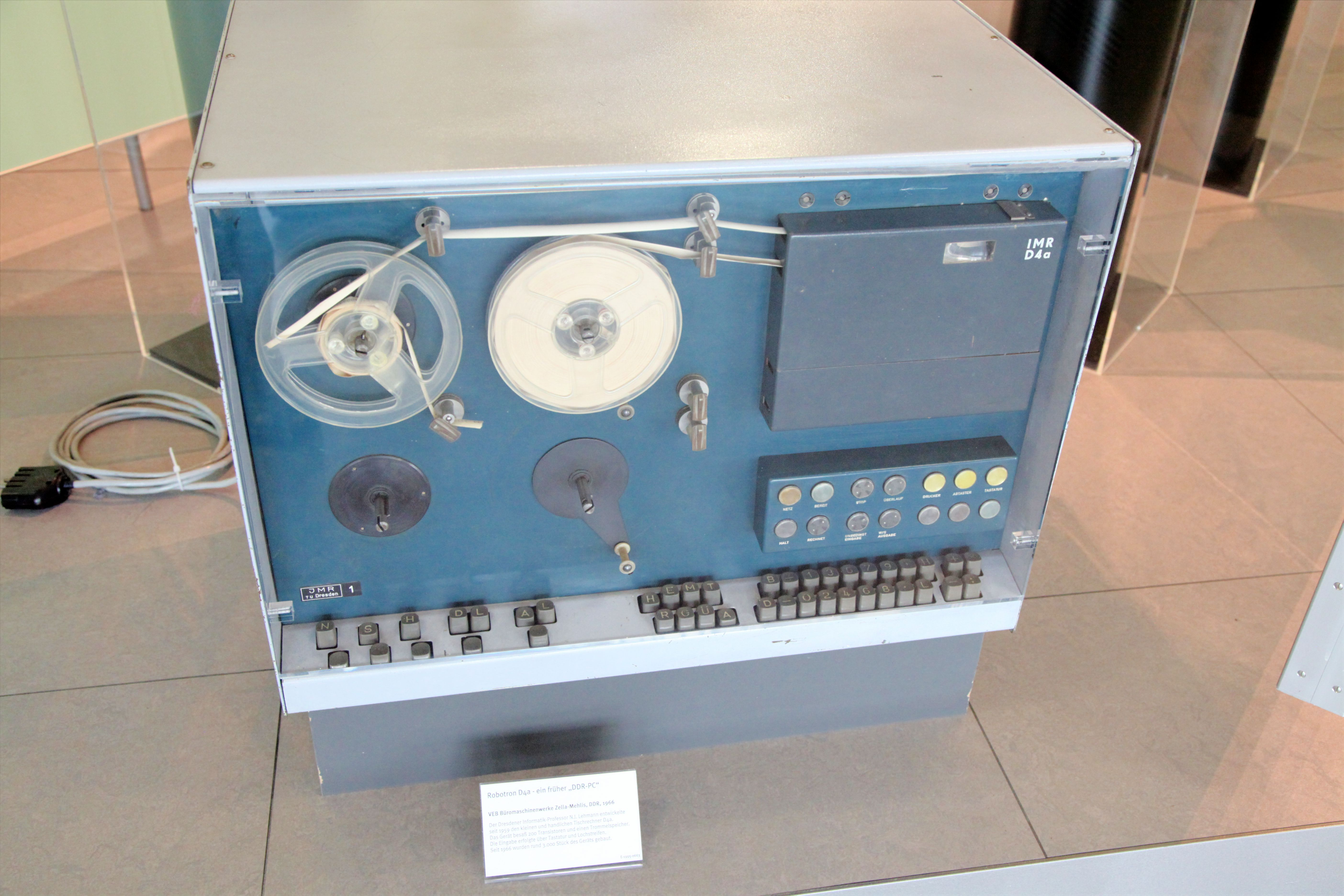
Kleinrechner D4a im Heinz Nixdorf MuseumsForum

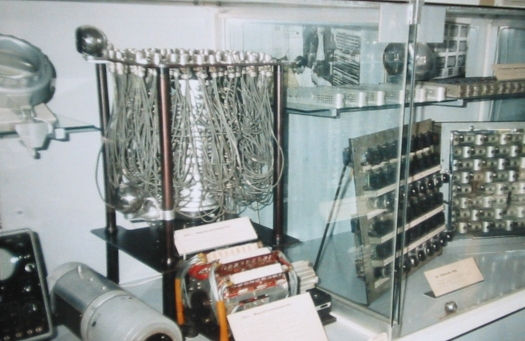
Magnettrommelspeicher des D4a – Die große Trommel (senkrecht mit Kabelgewirr) stammt vom ZRA1, die D4a Abwandlung auf dem gleichen Konstruktionsprinzip liegt vorn unten quer.

Der Kleinrechner D4a (a für „abgerüstet“) war ein Computertyp aus der DDR.
Er wurde, wie seine Vorgänger D1, D2 und D3, an der TU Dresden unter der Leitung von Nikolaus Joachim Lehmann entwickelt und hergestellt.
Der D4 basierte vollständig auf Transistoren. Er verfügte über ca. 200 Stück, mit denen er 2000 Operationen/Sekunde ausführen konnte. Sein Trommelspeicher hatte 4096 Speicherzellen mit je 33 Bit. Als Eingabe-Geräte verfügte der D4a über integrierte Tastatur und Lochstreifenleser, zur Ausgabe diente ein Streifendrucker. In der Bauausführung als D4a war der Rechner einer der ersten Auftischcomputer Europas.
Die gestalterische Ausformung erfolgte durch den Designer Karl Clauss Dietel.
Es wurden nur etwa 10 Exemplare hergestellt, von denen sich heute je eines in den Technischen Sammlungen Dresden und im Heinz Nixdorf MuseumsForum befindet. Funktionell und kompatibel zum D4a wurden ab 1966 etwa 3000 Stück des Cellatron C8201/C8205 vom VEB Büromaschinenwerke Zella-Mehlis in Serie gefertigt.